# La straordinaria avventura di una vita che nasce
La straordinaria avventura di una vita che nasce, sottotitolo Nove mesi nel ventre materno è un libro scritto da Piero e Alberto Angela su 20 temi diversi, affrontati in altrettanti capitoli. 

## Edizioni
- Piero Angela e Alberto Angela, La straordinaria avventura di una vita che nasce, RAI-ERI Arnoldo Mondadori Editore, 1996,  pp. 324, cap. 20, ISBN 88-04-44896-2.